# Gertrudenkirche
St. Gertrud ist meist das Patrozinium von Kirchen- oder Kapellengebäuden, die der heiligen Gertrud von Nivelles gewidmet sind. Einige Kirchen sind nach der heiligen Gertrud von Helfta benannt. 

## Deutschland

### Bayern
- St. Gertrud (Aschaffenburg)
- Gertrudiskapelle, Dickelschwaig
- Alte Dorfkirche St. Gertraud – St. Ubald Elsenfeld
- St. Gertrud (Karsbach)
- St. Gertrud (München)
- St. Michael und St. Gertraud Neustadt am Main
- St. Gertrud (Obernzenn)
- St. Jakob (Regensburg) (St. Jakob und St. Gertrud gewidmet)
- St. Gertrud (Schweinkofen)
- St. Gertraud (Würzburg)

### Brandenburg und Berlin
- Gertraudenkirche (Berlin)
- Gertraudenkirche Berlin-Stresow bei Spandau (1640 abgerissen)
- St.-Gertraud-Kirche Frankfurt (Oder)

### Niedersachsen
- Gertrudenkirche (Altencelle)
- St. Gertruden (Gleidingen)
- Riepster Kirche Ihlow (Ostfriesland)
- Pfarrkirche St. Gertrud Lohne
- Klosterkirche St. Gertrud im Kloster Gertrudenberg Osnabrück
- St. Gertrud (Pattensen)

### Nordrhein-Westfalen
- St. Gertrud Binsfeld
- Propsteikirche St. Gertrud von Brabant Bochum-Wattenscheid
- St. Gertrud Bouderath
- St. Gertrud Düsseldorf-Eller
- St. Gertrud Essen (11. Jh.), siehe Marktkirche Essen
- St. Gertrud Essen (20. Jh.)
- St. Gertrud Herzogenrath (12. Jh.)
- St. Gertrud Horstmar
- St. Gertrud Köln
- St. Gertrud Kraudorf
- St. Gertrudis Krefeld-Bockum
- Pfarrkirche St. Gertrud Morsbach
- St. Gertrudis Oberkirchen
- St. Gertrudis Schwalmtal-Dilkrath
- St. Gertrud Selfkant-Havert
- St. Gertrudis Sümmern
- St. Gertrud Tüddern

### Rheinland-Pfalz
- St. Gertrud (Barweiler)
- St. Gertrudis Bramsche
- St. Gertruden (Gleidingen)
- Pfarrkirche St. Gertrudis Leimersheim
- St. Gertrud (Lorscheid)  Lorscheid
- St. Gertrud Remagen-Oedingen
- St. Gertrud Schuld

### Sachsen
- St. Gertrud (Neustadt in Sachsen)

### Sachsen-Anhalt
- St. Gertrud (Dingelstädt)
- St. Gertrud (Eisleben)
- Kloster St. Maria und Gertrud
- Sankt-Gertraud-Kirche Magdeburg
- Sankt Gertrauden Magdeburg
- Kirche St. Gertrud Neugattersleben

### Schleswig-Holstein und Hamburg
- St. Gertrud (Cuxhaven)
- St. Gertrud Flensburg
- St. Gertrud Hamburg-Uhlenhorst
- St. Gertrud Hamburg-Altenwerder
- St.-Gertrud-Kirche Lübeck

### Thüringen
- Gertrudiskirche (Graba) Graba

## Weitere Länder

### Belgien
- Sint Geertrui Löwen
- Stiftskirche St. Gertrud Nivelles

### Italien
- Kirche zur Hl. Gertraud in Barbian-Dreikirchen, Südtirol[1]

- Pfarrkirche St. Gertraud in Margreid, Südtirol
- Pfarrkirche St. Gertraud in Sulden-St. Gertraud, Südtirol
- St.-Gertraud-Kirche (St. Gertraud), Ulten, Südtirol

### Lettland
- St.-Gertrud-Kirche, Riga

### Litauen
- St.-Gertrud-Kirche in Kaunas

### Mexiko
- Santa Gertrudis, Orizaba

### Niederlande
- Gertrudiskerk (Bergen op Zoom)
- Gertrudenkirche (Geertruidenberg)
- Geerteskerk (Kloetinge)
- Geertruidkerk (Ouwerkerk) (N)
- St. Gertrudis (Utrecht) (N)

### Österreich

#### Kärnten
- Pfarrkirche St. Gertraud im Lavanttal, Frantschach-Sankt Gertraud
- Filialkirche St. Gertraud (Guttaring), (N)
- Pfarrkirche Mellweg, Hermagor, (N)

#### Niederösterreich
- Pfarrkirche Thunau am Kamp (N)
- Spitalskirche St. Gertrud, (Pius-Parsch-Kirche), Klosterneuburg

#### Tirol
- Pfarrkirche Außervillgraten (N)

#### Wien
- Währinger Pfarrkirche

### Polen
- Św. Gertrudy, St.-Gertrud-Kirche (Darłowo) (Rügenwalde) (N)

- Świętej Trójcy, St.-Trinitatis-Kirche (Stettin-Lastadie), bis 1960: St. Gertrudkirche (N)

### Schweden
- Tyska kyrkan, deutsche St.-Gertrudkirche in Stockholm

### Slowenien
- Sv. Jedert, Pfarrkirche der Gemeinde Dravograd (Unterdrauburg)

## Gertrud-von-Helfta-Kirchen
- St.-Gertrud-Kirche Eisleben (alte und neue)[2]
- St. Gertrud Leipzig
- Pfarrkirche St. Gertraud Passau
- Pfarrkirche St. Gertrud von Helfta in Hüngheim (Ravenstein)